# Ölzucker
Ölzucker oder Elaeosacchara (Einzahl: Elaeosaccharum) waren pulvrige Mischungen aus Zucker und flüchtigem Öl.
Die Darstellung erfolgte durch Mischung und Reiben mittels Pistill im Porzellanmörser. Dazu wurde eine kleine Menge gepulverten Zuckers in einen Porzellanmörser gegeben, das ätherische Öl darauf getröpfelt, auf dieses wieder eine Schicht Zucker geschüttet und dann mit einem Pistill das Ganze innig gemischt. Hierauf erfolgte nun allmählich und unter Reiben bzw. Mischen der Zusatz der übrigen Menge Zucker.
Da die mit ätherischen Ölen bereiteten Ölzucker nicht lange haltbar waren, mussten sie bei jeder Bestellung neu angefertigt werden. Sie dienten meist zur Geschmacksverbesserung von Arzneien und zum Lösen von Koliken.
Elaeosacchara per affrictionem wurden Zubereitungen genannt, die durch Abreiben von Zitronenschalen, Pomeranzenschalen oder Vanilleschoten mit einem festen Stück Zucker hergestellt wurden, bis der Zucker eine genügende Menge flüchtigen Öls aufgesogen hatte oder seine äußere bis zu 2 mm dicke Schicht verfärbt erschien. Man schabte dann mittels eines Messers den gefärbten Teil des Zuckers ab. Diese Operation wurde so oft wiederholt, bis die gewünschte Menge Ölzucker gesammelt war. In einem warmen Porzellanmörser zerrieb man diese zu Pulver.
Gelegentlich wird noch das sogenannte „Windpulver“, eine Mischung aus leichtem Magnesiumcarbonat, Fenchelölzucker, Anisölzucker und Kümmelölzucker, bei Babys zur Linderung bei Blähungen verwendet. 
Aufgrund der besseren Verarbeitungseigenschaften wird heute vielfach Milchzucker (Lactose) statt Saccharose als Grundlage in Arzneiverreibungen verwendet, etwa in homöopathischen Vertreibungen und Pulvermischungen für die Tabletten- und Kapselfertigung. Als Nebenprodukt der Milchindustrie ist Milchzucker zudem entsprechend billig. Wegen seiner reduzierenden Eigenschaften neigt Milchzucker jedoch eher zu Inkompatibilitäten als Saccharose.

## Antike – Frühe Neuzeit

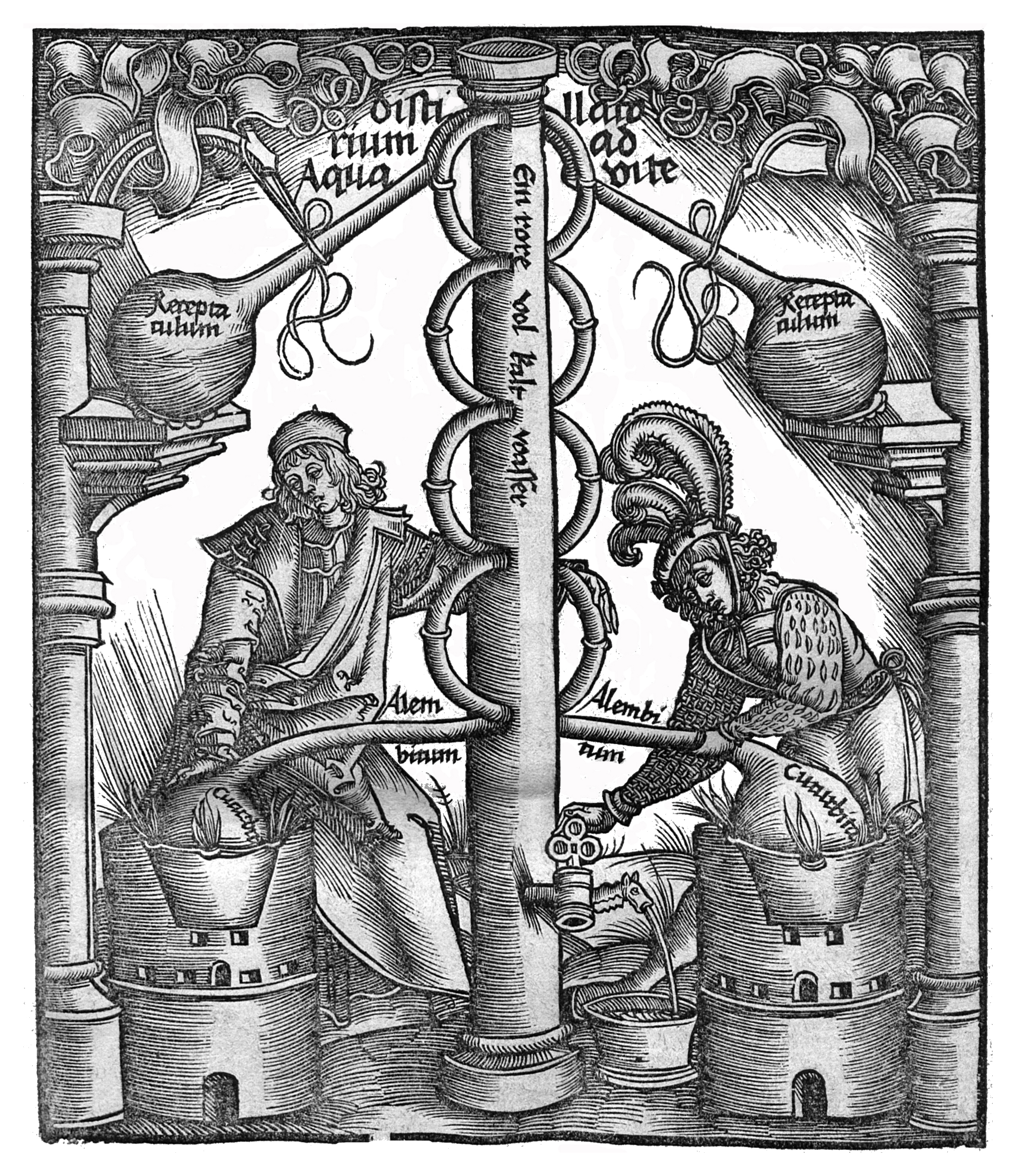
Ofen zur Fraktionierten Destillation. Hieronymus Brunschwig 1512. Titelblatt

Der Begriff „Öl“ scheint von jeher auf alle brennbaren, mit Wasser nicht mischbaren Flüssigkeiten und Vegetabilien bezogen worden zu sein; in früher Zeit wurden bereits die fetten und die ätherischen Öle mit demselben Namen bezeichnet. Im 16. Jahrhundert unterschied man destillierte Öle und solche, die auf andere Weise (durch Auspressen oder Kochen mit Wasser) erhalten sind (olea destillata und olea secreta).
In seinem „Großen Destillierbuch“ aus dem Jahr 1512 beschrieb der Straßburger Wundarzt und Botaniker Hieronymus Brunschwig die Zusammensetzung und die Wirkung von vier Zuckerverreibungen mit aus pflanzlichen Substanzen gewonnenen Destillaten. Er nannte diese Zuckerverreibungen Manus Christi. Als pflanzliche Substanzen wurden die vier „Flores cordiales“ ausgewählt, von Brunschwig „Flores cardinales“ genannt: Rosen-, Borretsch-, Ochsenzungen- oder Veilchen-Blüten. Über „Öle“ schrieb Brunschwig im Zusammenhang mit seinen Auslassungen über das Ziegelöl. Brennvorrichtungen zur Ausführung von Fraktionierten Destillationen bildete er als Vorrichtungen zur Branntweinherstellung ab. Diese Vorrichtungen waren aber auch zur Abscheidung von Ölen geeignet.
In einem 1583 posthum vom Zürcher Arzt Caspar Wolff herausgegebenen Arzneibuch des Conrad Gessner wurden die Darstellung und die Verwendung der Öle genauer beschrieben.
„Was der nutz oder gebrauch der Oelen ſey. Es haben die Diſtillierten Oele ein vilfaltigen nutz vnd gebrauch / wie dann ſolches volgends ſol gehört werden. Aber ſie werden auch auff diſe weiſe ſehr bequemlich in Leib gebraucht : nemlich ſoltu des beſten Zuckers in Violen oder Roſes oder Zimmat / oder ſonſt der gleichen gebrennten Waſſers zerlaſſen : darnach ein tröpfflin oder zwey des Oels / welches du gebrauchen wilt / daran ſchütten / vnd alſo kleine Täffelin darauß formieren.“

## Neuzeit
In der ersten Preussischen Pharmacopoe aus dem Jahre 1799 wurden Ölzucker aus Anisfrüchten, Zimtrinde, Fenchelsamen, Pfefferminzkraut und Zitronenschalen aufgeführt. Auch in der ersten Deutschen Pharmacopoe aus dem Jahre 1872 und noch in der 1951 herausgegebenen Neuauflage des 6. Deutschen Arzneibuchs wurden Ölzucker – wenn auch nur kurz – erwähnt. Im österreichischen Arzneibuch wurden die Ölzucker noch bis in die Ausgabe 2007 (ÖAB 2007) geführt.
Allgemein wird aufgrund der besseren Verarbeitbarkeit heute eher Lactose (Milchzucker) statt Saccharose in Arzneiverreibungen verwendet, etwa in homöopathischen Vertreibungen oder Pulvermischungen für die Tabletten- und Kapselfertigung.